# 이환의

이환의(李桓儀, 1931년 4월 18일 ~ 2021년 1월 11일)은 대한민국의 정치인으로 14대 국회의원과 한나라당 부총재를 지냈다. 호는 백암(白巖)이다.

## 생애
대한민국의 정치인으로 본관은 전주, 이름은 환의(桓儀), 호는 백암(白岩)이다. 조선 제3대 태종의 2남 효령대군의 후손이다.
서울대학교 사회교육과를 졸업하였다. 1968년 2월 22일부터 전라북도지사, 경향신문 정치부장을 역임하고, 1971년부터 1980년까지 문화방송·경향신문 사장(제5대)을 역임하였다.
1979년부터 1981년 사단법인 청권사(淸權祠, 전주이씨효령대군파종회) 제5대 이사장을 역임하고, 중앙대학교 신문방송대학원 객원교수, 백제문화 연구원 상임고문, 전통문화 예술진흥회 총재를 역임하였다. 1990년 학교법인 백암(白岩)학원(백제예술대학교)을 설립했다.
1991년 민자당 영암지구당위원장과 광주시지부장을 역임하였고, 1992년 5월 30일부터 1996년 5월 29일 민자당 소속으로 제14대 국회의원을 지냈다.
1996년 신한국당 광주시지부장을 역임하고, 이해 9월 (사)전주이씨대동종약원 이사장에 취임하였다.
1997년 신한국당 광주시지부 위원장과 광주시 선거대책위원장을 역임하였으며, 1998년 한나라당 광주서구 지구당위원장을 역임하였다. 유네스코 세계문화유산으로 등록된 무형문화재 종묘제례(宗廟祭享)의 제례집행위원장을 겸임하고, 재단법인 인석장학회 이사장으로 취임하였다.
2000년 한나라당 부총재에 취임하였다. 2002년 지방선거에서 광주광역시장 선거에 출마하였다. 이후 한나라당 총재권한대행을 역임하고, 선대위 부위원장을 지냈다.
2003년 국책자문위원장을 역임하고, 2005년 이구 황세손이 일본에서 훙서하자 장례위원회 공동장례위원장을 역임하였다.
2010년 한나라당 국책자문위원회 고문과 백제예술대학 재단 이사장직을 맡고 있고, 1996년 9월 21일부터 2011년 12월 16일 (사)전주이씨대동종약원 이사장을 역임하고, 학교법인 백암(白巖)학원 이사장, (사)전주이씨대동종약원 상임고문이었다.
2021년 1월 11일 숙환으로 별세했다.

## 상훈
- 황조근정훈장
- 대통령표창2회
- 이태리공화국 문화훈장

## 저서
- 시류따라 남긴 칼럼
- 매스컴 경영론
- 방송교육론
- 뉴미디어(총론)
- 21세기 TV
- 반신욕건강론(번역, 편저)

## 역대 선거 결과
|  | 30.51% |

|  | 38.50% |

|  | 11.76% |

|  | 39.00% |

|  | 11.00% |

## 참고 자료
- (사)전주이씨대동종약원
- 대한민국 헌정회
- 백제예술대학교